# Minamikyushu
Minamikyūshū (Japans: 南九州市, Minamikyūshū-shi) is een stad in de prefectuur Kagoshima, Japan.
Op 1 maart 2008 had de stad 40.816 inwoners en een bevolkingsdichtheid van 114 inw./km². De oppervlakte van de stad bedraagt 357,85 km².

## Aangrenzende steden en gemeenten
- Kagoshima
- Makurazaki
- Ibusuki
- Minamisatsuma

## Geschiedenis
De stad Minamikyushu ontstond op 1 december 2007 uit de fusie van de gemeenten Chiran en Kawanabe van het District Kawanabe en de gemeente Ei van het District Ibusuki. Beide hielden na deze fusie op te bestaan.

## Verkeer
- Trein
  - JR Kyushu: Ibusuki Makurazaki-lijn
    - Station Ei
    - Station Nishi-Ei
    - Station Goryō
    - Station Ishikaki
    - Station Mizunarikawa
    - Station Ei-Ōkawa
    - Station Matsugaura
    - Station Satsuma-Shioya

## Geboren in Minamikyushu
- Isamu Akasaki (1929-2021), natuurkundige en Nobelprijswinnaar (2014)